# Агенты «Щ.И.Т.» (2-й сезон)
Второй сезон американского телесериала «Агенты „Щ.И.Т.“», основанного на одноимённой организации из Marvel Comics. Второй сезон сосредоточен на Филе Колсоне и его команде агентов «Щ.И.Т.» и их союзниках, когда они пытаются восстановить организацию после того, как выяснилось, что в ней проникла Гидра в фильме «Первый мститель: Другая война». Действие сезона разворачивается в рамках кинематографической вселенной Marvel (КВМ) и он подтверждает непрерывность фильмов франшизы и других телесериалов. Производством сезона занимались ABC Studios, Marvel Television и Mutant Enemy Productions, а в качестве шоураннеров выступили Джед Уидон, Морисса Танчароен и Джеффри Белл.
Кларк Грегг вновь исполняет роль Колсона из серии фильмов, и вместе с ним также снимаются члены основного актёрского состава сериала Минг-На Вен, Бретт Далтон, Хлоя Беннет, Иэн Де Кэскер и Элизабет Хенстридж. К ним присоединились Ник Блад и Эдрианн Палики. Второй сезон «Агентов „Щ.И.Т.“» был заказан в мае 2014 года, и производство началось в Калвер-Сити, Калифорния, в июле этого же года. Некоторые эпизоды напрямую пересекаются с телесериалом «Агент Картер» и фильмом «Мстители: Эра Альтрона» (2015), и при этом были введены нелюди, чтобы установить запланированный одноимённый фильм и составить связь с фильмом «Стражи Галактики» (2014). Гленн Хетрик создал грим для персонажей-нелюдей. Некоторые актёры вновь исполняют свои роли из фильмов КВМ в качестве приглашённых актёров.
Сезон транслировался на канале ABC с 23 сентября 2014 года по 12 мая 2015 года, и он состоит из 22 эпизодов. Премьеру сезона посмотрели 5,98 миллионов зрителей, что составляет менее половины от общего числа просмотров премьеры первого сезона, которую посмотрели 12,12 миллионов человек, и в целом у сезона была более низкая, но гораздо более стабильная аудитория, чем в предыдущем сезоне. Он также получил более положительные отзывы от критиков по сравнению с первым сезоном. Сериал продлили на третий сезон в мае 2015 года.

## Эпизоды
| № общий | № в сезоне | Название                                                            | Режиссёр                      | Автор сценария                              | Дата премьеры    | Зрители США (млн) |
| --- | ---------- | ------------------------------------------------------------------- | ----------------------------- | ------------------------------------------- | ---------------- | ----------------- |
| 23 | 1          | «Тени» «Shadows»                                                    | Винсент Мисиано               | Джед Уидон и Морисса Танчароен              | 23 сентября 2014 | 5,98              |
| В конце Второй мировой войны, команда Стратегического научного резерва захватила склад «Гидры» в Австрии, который вёл генерал Райнхардт, и нашла тело пришельца (из 14 эпизода 1 сезона) и объект, именуемый «Обелиском», который, согласно Иоганну Шмидту, хранил ключ к самой смерти. Обелиск был обозначен как предмет №084. В наше время, Колсон, директор «Щ.И.Т.а», находит агентов для его пополнения. Агентство, с помощью полковника ВВС США Гленна Тэлбота, находит хранилище с Обелиском и квинджетом, который им нужен ради системы невидимости, поскольку Лео Фитц не может сделать её после того, как Грант Уорд сбросил его вместе с Симмонс в океан. При противостоянии «Гидры» и Карла Крила, они находят Обелиск, но на них нападает Крил и уходит с артефактом. Агент «Гидры» Сунил Бакши говорит Дэниелу Уайтхоллу, что предмет перехвачен. Потом едва выявляется, что Уайтхолл — это тот же Райнхардт, у которого на 70 лет было остановлено старение. Появившиеся персонажи: Вернер Райнхардт «Дэниел Уайтхолл», Сунил Бакши, Альфонсо «Мак» Маккензи, Лэнс Хантер, Изабель «Иззи» Хартли, Айдахо, Карл «Крушитель» Крил / Поглотитель, Карла Тэлбот. Вернувшиеся из фильмов: Пегги Картер, Дум-Дум Дуган, Джим Морита. |            |                                                                     |                               |                                             |                  |                   |
| 24 | 2          | «Тяжела голова, на которой корона» «Heavy is the Head»              | Джесси Бочко                  | Пол Збышевски                               | 30 сентября 2014 | 5.05              |
| Хартли и Айдахо погибают, Хантера схватывают солдаты генерала Талбота. Хантер и генерал заключают сделку, согласно которой Хантер выдаст Колсона. Он возвращается на базу, сбросив «хвост»; вместе с Мэй, Скай и Трипом они едут на место сделки Сунила Бакши и Карла Крила. Обелиск перехватывает Рейна, а Колсон побеждает Крила. Рейна приносит обелиск отцу Скай. |            |                                                                     |                               |                                             |                  |                   |
| 25 | 3          | «Дружба и влияние на людей» «Making Friends and Influencing People» | Бобби Рот                     | Моника Овусу-Брин                           | 7 октября 2014   | 4,47              |
| Джемма Симмонс работает в «Гидре» под прикрытием. «Гидра» находит Донни Гилла и собирается его завербовать. Донни получил способности к замораживанию прикосновением (криокинезу), когда его ударило молнией. «Гидра» выдвигается за Донни, тем самым Бакши хочет проверить Джемму на преданность «Гидре». Скай, Мелинда Мэй и Хантер выдвигаются, чтобы это предотвратить. Джемма сохраняет своё прикрытие, Скай убивает Донни. Дэниел Уайтхолл промывает мозги агенту 33 (Кара Паламас), теперь она подчиняется «Гидре». Появившиеся персонажи: Кара Паламас / Агент 33. |            |                                                                     |                               |                                             |                  |                   |
| 26 | 4          | «Лицом к лицу с врагом» «Face My Enemy»                             | Кевин Танчароен               | Дрю З. Гринберг                             | 14 октября 2014  | 4,70              |
| В Майами сгорает церковь. Единственное что остается целым - икона, на обратной стороне которой высечены знаки, похожие на те, которые чертил Гаррет и которые чертит Колсон. Мэй и Колсон отправляются на выставку, чтобы её перехватить, но их опережает генерал Талбот. Колсон возвращается на базу, Мэй идет за ответами. Она нападает на агента 33, но та вырубает её шокером. Она перевоплощается в Мэй и под её видом проникает на базу. Там она внедряет вирус в систему самолета и уезжает с Колсоном на встречу с "Талботом", которым оказывается Бакши. Там настоящая Мэй дерется с агентом 33 в её обличье, а Колсон перехватывает картину у Бакши. Мэй и Колсон возвращаются на базу. Дэниел Уайтхолл приказывает Рейне принести Обелиск ему. |            |                                                                     |                               |                                             |                  |                   |
| 27 | 5          | «Курица в волчьем доме» «A Hen in the Wolf House»                   | Холли Дейл                    | Брент Флетчер                               | 21 октября 2014  | 4,36              |
| В одном ресторане восьмерых морских пехотинцев убивают с помощью технологии, взятой с жертвы Обелиска. Отец Скай отказывается отдать Рейне Обелиск и требует привести его дочь. «Гидра» собирается создать оружие на основе Обелиска. Рейна обнаруживает Джемму Симмонс под прикрытием в «Гидре», шантажирует Колсона, говоря, что раскроет Джемму, и просит отдать Скай. Колсон отказывается. Агент Бобби Морс, также находящаяся в «Гидре» под прикрытием, спасает Джемму, и они возвращаются на базу. Отец Скай приносит Обелиск (теперь он его называет "Прорицатель"), Дэниэлу Уайтхоллу. Появившиеся персонажи: Барбара "Бобби" Морс. |            |                                                                     |                               |                                             |                  |                   |
| 28 | 6          | «Дом с трещиной» «A Fractured House»                                | Рон Андервуд                  | Рэйф Джадкинс и Лорен Лефранк               | 28 октября 2014  | 4,44              |
| «Гидра», прикидываясь "Щ.И.Т.ом", нападает на заседание ООН. Колсон договаривается с сенатором Кристианом Уордом о переводе к нему Гранта взамен на обвинение «Гидры». Во время транспортировки Уорд сбегает. Появившиеся персонажи: Маркус Скарлотти. |            |                                                                     |                               |                                             |                  |                   |
| 29 | 7          | «Надписи на стене» «The Writing on the Wall»                        | Винсент Мисиано               | Крэйг Титли                                 | 11 ноября 2014   | 4,27              |
| Один из пациентов "Таити" также, как и Колсон, пытается найти ответы, но находит лишь других пациентов в надежде, что те помогут ему вспомнить. Колсон залезает в машину воспоминаний - благодаря этому они наконец находят ответы. Уорд встречается с Бакши и оставляет его в подарок Колсону. |            |                                                                     |                               |                                             |                  |                   |
| 30 | 8          | «То, что мы хороним» «The Things We Bury»                           | Милан Чейлов                  | Д. Дж. Дойл                                 | 18 ноября 2014   | 4,58              |
| Грант Уорд находит своего брата Кристиана и заставляет его признаться в том, что тот совершил много лет назад. Подземный город, карту которого "Щ.И.Т." нашел в предыдущей серии, теперь надо найти на земле. Для этого Колсону надо захватить спутниковую станцию в Австралии. Во время захвата станции Триппа ранят. Появляется отец Скай, который помогает Триппу, но перерезает ему артерию ; благодаря этому он успевает уйти невредимым. Город найден. Уорд приходит к Уайтхоллу и предлагает свою помощь. Появившиеся персонажи: Дзяйин Джонсон. |            |                                                                     |                               |                                             |                  |                   |
| 31 | 9          | «...Всяк сюда входящий» «...Ye Who Enter Here»                      | Билли Гирхарт                 | Пол Збышевски                               | 2 декабря 2014   | 5,36              |
| Рейну находит «Гидра», но её перехватывает "Щ.И.Т.". Мак спускается по тоннелю в подземный город, но превращается в кого-то другого, дотронувшись до символов на полу. «Гидра» выследила самолет "Щ.И.Т.а" через Рейну. Уорд забирает её и Скай. Агент 33 приказывает сбить самолет. Появившиеся персонажи: Сэм Кёниг. |            |                                                                     |                               |                                             |                  |                   |
| 32 | 10         | «То, чем они стали» «What They Become»                              | Майкл Зинберг                 | Джеффри Белл                                | 9 декабря 2014   | 5,29              |
| Уорд приводит Скай к отцу, который говорит, что её реальное имя - Дейзи (псевдоним "Скай", в отличие от сериала, здесь больше не будет упоминаться) и что Уайтхолл убил её мать. Прибыв на базу «Гидры» в Сан-Хуане, где расположен подземный город, Уайтхолл удерживает Кэла (так зовут отца Дейзи) и угрожает ей, но тут прибывает команда Колсона. Колсон убивает Уайтхолла. Дейзи стреляет в Уорда и заставляет своего отца уйти, затем следует за Рейной, которая взяла Прорицатель, в храм. Агент 33 помогает Уорду бежать. Колсон и Триплетт вбегают в город: Трип смог пройти в храм, а Колсона задерживает вышедший из-под контроля Мак. Прорицатель в центре храма открывается, и появляется кристалл терригена. Дейзи и Рейну обволакивает кокон. Трип бьёт по Прорицателю, из-за чего погибает. Дейзи смогла выбраться из кокона, в то время как в городе происходит землетрясение. Город теряет контроль над Маком. В другом месте, человек без глаз держит другой Прорицатель... Появившиеся персонажи: Гордон |            |                                                                     |                               |                                             |                  |                   |
| 33 | 11         | «Последствия» «Aftershocks»                                         | Билли Гирхарт                 | Морисса Танчароен и Джед Уидон              | 3 марта 2015     | 4,48              |
| Из-за смерти Триплетта Колсон хочет отомстить «Гидре». "Щ.И.Т.", используя специальный протокол, ликвидирует многих лидеров «Гидре». Подземный город затоплен, но Рейна успела трансформироваться в нечто с чудовищной внешностью и убежала. Когда Кэл напоминает ей, что она получила то, что хотела, Рейна пытается покончить жизнь самоубийством, но её спасает человек без глаз (Гордон), который может телепортироваться. Фитц и Дейзи понимают, что именно своим превращением она вызвала землетрясение в Сан-Хуане. Однако Дейзи не способна контролировать свои силы. Фитц соглашается сдержать её тайну и скрыть правду от остальной команды. Между тем модель Лолы, построенная Маком для Колсона, сканирует офис последнего и находит куб, данный ему Ником Фьюри. Мак, изучая схемы базы "Щ.И.Та", тайно сообщает об этом Бобби. Вернувшиеся из фильмов: Доктор Лист. |            |                                                                     |                               |                                             |                  |                   |
| 34 | 12         | «Кто ты на самом деле» «Who You Really Are»                         | Роксанн Доусон                | Дрю З. Гринберг                             | 10 марта 2015    | 3,80              |
| "Щ.И.Т." помогает Сиф, у которой амнезия. Она ищет что-то под названием "Кава". Команда Колсона выясняет, что это место, где Уайтхолл нашел Прорицатель. Там они встречают представителя Крии Вин-Така, обладающего оружием, способным лишать и восстанавливать память. Вин-Так пришёл, чтобы уничтожить все Прорицатели и убить пострадавших от кристаллов Терригена (трансформировавшихся). Когда выясняются способности Дейзи, Сиф и Вин-Так пытаются захватить и убить её соответственно. В то же время Колсон убеждает Сиф оставить её. Сиф возвращает Вин-Така на его планету, предупреждая, что он для Колсона больше не будет проблемой, но Дейзи может быть в большей опасности, чем тот думает. Между тем Бобби пытается закончить свои отношения с Хантером, когда Мак предупреждает её, что они с Хантером слишком близки. Но тот узнает, что Мак и Морс что-то скрывают. Это заставляет Мака взять его в плен, предварительно нокаутировав. |            |                                                                     |                               |                                             |                  |                   |
| 35 | 13         | «Один из нас» «One of Us»                                           | Кевин Танчароен               | Моника Овусу-Брин                           | 17 марта 2015    | 4.34              |
| Колсон и Бобби выясняют, почему в округе Маскингам небольшой отряд, во главе которого Кэл, захватил психбольницу. Мэй вербует доктора Эндрю Гарнера, её бывшего мужа и психоаналитика, чтобы работать с Дейзи, которую внесли в список одарённых. Во время одного из переговоров Гарнера с Дейзи самолёт взлетает вместе с ними и Мэй, так как Колсону нужна подмога. Кэл со своим отрядом захватывает стадион города Манитовок. Там он встречается с Колсоном, в то время как прибывает Мэй, угрожая убить Дейзи. Внезапно появляется Гордон и телепортируется с Кэлом. Команда Колсона побеждает отряд Кэла. Дейзи от избытка чувств начинает создавать землетрясение, но останавливает его, покрываясь гематомами. Выясняется, что она направила свои силы внутрь себя. Мак прячет Хантера в своём убежище, после чего вместе с двумя другими людьми приводит его на базу организации, названной Маком "Настоящий Щ.И.Т.". Гордон приводит Кэла к своему начальству. Появившиеся персонажи: Доктор Эндрю Гарнер, Карла Фей Гидеон, Дэвид Ангар |            |                                                                     |                               |                                             |                  |                   |
| 36 | 14         | «Любовь во время Гидры» «Love in the Time of Hydra»                 | Джесси Бочко                  | Брент Флетчер                               | 24 марта 2015    | 4,29              |
| По рекомендации Гарнера, Колсон освобождает Дейзи от исполнения служебных обязанностей и оставляет её в убежище с перчатками, подавляющими её способности, прося носить их некоторое время для того чтобы научиться контролировать свои силы. Уорд и агент 33 с помощью взятого ими в плен человека восстанавливают наномаску Кары, но она не столь функциональна, какой была до удара током, а также её нельзя снять. С помощью наномаски они проникают на базу Талбота и похищают Бакши, которого "Щ.И.Т." передал в знак доброй воли. От Бакши они узнают о жизни агента 33 до промывки мозгов (в том числе её настоящее имя), а затем промывают мозги самому Бакши. Мак представляет Хантера Роберту Гонсалесу и руководству "Настоящего Щ.И.Т.а". Они воспринимают Колсона и его странное поведение как угрозу, а когда Хантер сбегает, Бобби решает вернуться на базу за инструментарием Фьюри. Появившиеся персонажи: Роберт Гонсалес, Оливер. |            |                                                                     |                               |                                             |                  |                   |
| 37 | 15         | «Одна дверь закрывается» «One Door Closes»                          | Дэвид Соломон                 | Лорен Лефранк и Рэйф Джадкинс               | 31 марта 2015    | 4,26              |
| Колсон подозревает Мака в предательстве. Бобби, проникнув на базу "Щ.И.Т.а", крадет инструментарий Ника Фьюри и запускает в сервер вирус. Гордон находит Дейзи в убежище и предлагает пойти с ним. Руководство и некоторые агенты "Настоящего Щ.И.Т.а" штурмом захватывает базу "Щ.И.Т.а", но Мэй удается скрыться. Мэй проникает на базу, освобождает Колсона и даёт ему уйти. Дейзи при попытке бегства от "Настоящего Щ.И.Та", который приходит за ней в убежище, использует свою силу. После она зовет Гордона и уходит с ним. Попутно с серией показывается флэшбэк, повествующий о происхождении "Настоящего Щ.И.Т.а". |            |                                                                     |                               |                                             |                  |                   |
| 38 | 16         | «Загробье» «Afterlife»                                              | Кевин Хукс                    | Крэйг Титли                                 | 7 апреля 2015    | 4,24              |
| Хантер и Колсон крадут автомобиль. В месте, куда Гордон телепортировал Дейзи (оно, предположительно, находится в Китае), последняя учится владеть своей силой при помощи Линкольна Кэмпбелла, одного из Нелюдей и её проводника. В месте, откуда Гордон телепортировал Дейзи, Колсон запускает сирену, вызвав "Настоящий Щ.И.Т.". Колсон и Хантер вырубают штурмующую группу, переодеваются в форму спецназа и идут к квинджету. Но их захватывают. В самый последний момент на помощь приходит агент Майк Питерсон (он же Детлок). Отец Дейзи узнает, что та находится там же, что и он. Также выясняется, что здесь находится и мать Дейзи. Джемма подменила инструментарий Фьюри на муляж, отдав оригинал Фитцу. Появившиеся персонажи: Линкольн Кэмпбелл. |            |                                                                     |                               |                                             |                  |                   |
| 39 | 17         | «Мелинда» «Melinda»                                                 | Гарри А. Браун                | Д. Дж. Дойл                                 | 14 апреля 2015   | 4,04              |
| Параллельно с серией показаны флэшбэки, в которых рассказывается история, произошедшая в Бахрейне, после которой Мэй получила прозвище "Кавалерия". Дейзи продолжает осваивать свои силы. В этом ей помогает Дзяйин, которая признается ей в том, что является её матерью. Все факты, которые предоставляет "Настоящий Щ.И.Т", сходятся на том, что Колсон собирает армию из одаренных. Выясняется, что Рейна получила дар предсказания будущего. Фитц открывает шкатулку и связывается через неё с Колсоном. |            |                                                                     |                               |                                             |                  |                   |
| 40 | 18         | «Заклятый друг моего врага» «The Frenemy of My Enemy»               | Карен Гавиола                 | Моника Овусу-Брин и Пол Збышевски           | 21 апреля 2015   | 4,45              |
| Колсон идет на сделку с Уордом, чтобы выйти на руководителей «Гидры», а также сдается "Настоящему Щ.И.Т.у" после всех событий, произошедших в здании, где раньше работал Кэл. |            |                                                                     |                               |                                             |                  |                   |
| 41 | 19         | «Грязные полдюжины» «The Dirty Half Dozen»                          | Кевин Танчароен               | Брент Флетчер и Дрю З. Гринберг             | 28 апреля 2015   | 4,57              |
| Дейзи просит Гордона перенести её на базу Щ.И.Та, и он делает это. Команда Колсона (она такая же, какой была в 1 сезоне) при поддержке "Настоящего Щ.И.Т.а" проникает на базу «Гидры» и освобождает Детлока и Линкольна. Там Фил выясняет, что барон фон Штрукер находится в замке в Заковии; доктор Лист улетает туда же. В это время Дзяйин решает оставить Кэла в Загробье (место, где Дейзи осваивала силы). Операция прошла успешно; база «Гидры» полностью разрушена, оба одарённых спасены (также погиб Бакши). Гонсалес требует от Колсона открыть инструментарий но тот оказывается пуст. Колсон рассказывает Гонсалесу что Фьюри жив. Колсон сообщает сведения Марии Хилл, чтобы Мстители уничтожили замок Штрукера. А к Рейне приходит видение, что "люди из металла уничтожат наши города...". |            |                                                                     |                               |                                             |                  |                   |
| 42 | 20         | «Шрамы» «Scars»                                                     | Бобби Рот                     | Рэйф Джадкинс и Лорен Лефранк               | 5 мая 2015       | 4,45              |
| События серии происходят после фильма Мстители: Эра Альтрона. Перед серией показывается флэшбэк, в котором Колсон и Сэм Кейниг обсуждают "Тетапротокол" — это хеликерриер, хранящийся на одной из баз "Щ.И.Т.а" и появившийся в Эре Альтрона. Далее, в настоящее время, к Рейне приходит видение про некий камень, способный растекаться время от времени, опасный для Нелюдей и связанный с Крии. Она и Гордон находят это оружие на борту авианосца Гонсалеса, являвшегося базой "Настоящего Щ.И.Т.а". "Щ.И.Т." их обнаруживает и узнает местонахождение Загробья. Гонсалес отправляется туда, чтобы встретиться с Дзяйин. Когда они встречаются, она отдает Кэла "Щ.И.Т.у", затем убивает Гонсалеса и подставляет его, стреляя в себя из его пистолета, чтобы начать войну со "Щ.И.Т.ом" и чтобы секрет существования Нелюдей не был раскрыт. Уорд и Кара берут Бобби в плен. Появившиеся персонажи: Алиша Уайтли. |            |                                                                     |                               |                                             |                  |                   |
| 4344 | 2122       | «Спасите наши души» «S.O.S.»                                        | Винсент Мисиано Билли Гирхарт | Джеффри Белл Джед Уидон и Морисса Танчароен | 12 мая 2015      | 3.88              |
| "Щ.И.Т." быстро понимает уловку Дзяйин, но нелюди, в том числе Дейзи, нападают на его агентов. С целью подставить "Щ.И.Т." Нелюди захватывают квинджет "Щ.И.Т.а" и разрушают часть Загробья. Уорд пытает Бобби, желая, чтобы она призналась в том, что якобы намеренно сдала Кару «Гидре». Понимая, что она не раскаивается и не сделает это, Уорд устанавливает винтовку и триггер, заставляющий винтовку выстрелить во время открытия двери. Хантер и Мэй спасают Бобби; последняя ловит пулю за Хантера. Уорд случайно убивает Кару, приняв её за Мэй. В рамках плана Дзяйин, Кэл на базе теряет сознание, и ему вводят адреналин, являющийся последним компонентом сыворотки, дающий ему суперсилу; после чего Кэл на базе "Щ.И.Т.а" должен был бы по плану Дзяйин убить всех. Тем не менее Колсон помогает ему увидеть истину: Дзяйин является истинным монстром, убеждала его делать ужасные вещи, а также исцеляется и поддерживает молодость за счёт жизней других. После неудачной попытки убедить Дейзи, что Дзяйин опасна, Рейна противостоит Дзяйин, которая убивает её. Видя это, Дейзи меняет своё отношение к своей матери. Нелюди берут Дейзи в плен и штурмуют Илиаду и берут всех, кроме Мака, в плен; Дзяйин планирует использовать искусственные кристаллы Терригена с целью создать туман, который часть людей трансформировал бы, а часть - убил. Мак освобождает Дейзи, та предупреждает Колсона о плане Дзяйин; Колсон, Фитц и Кэл проникают вместе с командой на Илиаду, на чью сторону переходит Линкольн, освобождают агентов "Настоящего Щ.И.Т.а". Фитц убивает Гордона, предотвращая распространение тумана через вентиляцию судна. Тем не менее, Колсон теряет левую руку, когда он ловит падающий кристалл. Дейзи сбивает квинджет с кристаллами терригена. Она и Дзяйин противостоят друг другу с помощью своих сил. Кэл убивает Дзяйин, затем ему стирают память, и он начинает работать ветеринаром. Мэй берет отпуск. Уорд становится во главе «Гидры». Кристаллы терригена через океан распространяются по биосфере (в частности показан рыбий жир, содержащий терриген). Инопланетный камень (являвшийся грузом на авианосце) поглощает Симмонс. Появившиеся персонажи: Кибо. |            |                                                                     |                               |                                             |                  |                   |

## Актёры и персонажи
| - Кларк Грегг — Фил Колсон - Минг-На Вен — Мелинда Мэй - Бретт Далтон — Грант Уорд - Хлоя Беннет — Скай / Дейзи Джонсон - Иэн Де Кэскер — Лео Фитц - Элизабет Хенстридж — Джемма Симмонс - Ник Блад — Лэнс Хантер - Эдрианн Палики — Бобби Морс | - Б. Дж. Бритт — Антуан Триплетт - Генри Симмонс — Альфонсо «Мак» Маккензи - Рид Даймонд — Дэниел Уайтхолл - Саймон Кассианидис — Сунил Бакши - Эдриан Пасдар — Гленн Тэлбот - Паттон Освальт — Билли и Сэм Кёниг - Кайл Маклахлен — Кэлвин Джонсон - Рут Негга — Рейна - Майя Стоян — Кара Паламас / Агент 33 - Дичен Лакмэн — Дзяйин - Джейми Харрис — Гордон - Эдвард Джеймс Олмос — Роберт Гонсалес - Кристин Адамс — Анна Уивер - Марк Аллан Стюарт — Оливер - Люк Митчелл — Линкольн Кэмпбелл | - Хейли Этвелл — Пегги Картер - Нил Макдонаф — Тимоти «Дум-Дум» Дуган - Кеннет Чои — Джим Морита - Люси Лоулесс — Изабель Хартли - Брайан Патрик Уэйд — Карл Крил - Дилан Миннетт — Донни Гилл - Тим Дикей — Кристиан Уорд - Генри Гудман — Лист - Блэр Андервуд — Эндрю Гарнер - Кёрк Асеведо — Томас Калдерон - Джейми Александр — Сиф - Дж. Огаст Ричардс — Майк Питерсон / Детлок - Коби Смолдерс — Мария Хилл |

## Производство

### Разработка
В марте 2014 года исполнительный продюсер Джеффри Белл заявил на панели мероприятия PaleyFest, что сценаристы телесериала могут читать сценарии для предстоящих фильмов кинематографической вселенной Marvel, чтобы знать, в каком направлении развивается вымышленная вселенная, что позволило им сформировать план телешоу до конца третьего сезона. 8 мая 2014 года сериал был продлён на второй сезон, состоящий из 22 эпизодов.

### Сценарий
В июле 2014 года Кларк Грегг заявил, что сезон продолжится через несколько месяцев после окончания первого сезона, и «монументальная природа [восстановления «Щ.И.Т.а»] становится очень ясной почти сразу, потому что вы понимаете, что все — американское правительство, американские военные и все прочие — хотят арестовать нас. „Щ.И.Т.“ сейчас вне закона. У нас очень мало ресурсов. Всё, что мы собираемся сделать, включает в себя выяснение того, кто Гидра, а кто нет среди наших друзей. Чтобы восстановить „Щ.И.Т.“, нам нужно будет, чтобы несколько старых друзей проявили себя, несколько новых друзей, и мы должны будем это сделать таким образом, что это будет сомнительно, старомодно».

В сентябре 2014 года, говоря о том, будет ли окончание сезона также удовлетворительным завершением сериала, Белл сказал: «Мы думаем об этом не столько как о финале сериала, сколько как о финале сезона… Я думаю, что у нас есть некоторый импульс [ко 2 сезону], и я думаю, что мы его улавливаем. Я настроен оптимистично, что мы сможем продержать самолёт в воздухе ещё немного.» Он также рассказал о том, будут ли темы семьи и взаимосвязанности из первого сезона вновь рассмотрены во втором, сказав: «То, что мы всегда ищем, — это человеческие элементы в большой истории. Это то, что телевидение делает хорошо, оно заставляет вас переживать за людях, и будь то семья в буквальном смысле или каждый раз, когда у вас есть команда людей, работающих вместе, это приобретает своего рода семейную метафору.» Белл вновь подтвердил идею семьи после окончания сезона, сказав: «В во многих отношениях вся метафора, лежащая в основе шоу, — это семья: у вас есть Колсон и Мэй, а затем куча молодых людей, и это позволяет нам разыгрывать другую динамику; буквально, в этом сезоне у нас были биологические родители Скай против её суррогатных родителей. И в то же время у нас росла Скай. Мы заставили её пройти путь от слегка угрюмого хакера в первом сезоне до обучения до уровня агента, чтобы она стала нашим первым полноценным супергероем, и поэтому, когда мы взрослеем, мы отделяемся от наших родителей… По нашему мнению, её мама была не столько злодейкой, сколько антагонистом, но если вы посмотрите, почему она так себя чувствует, Дзяйин действительно заслужила эту должность.» Обсуждая раскрытие того, что Скай на самом деле является Дейзи Джонсон, Морисса Танчароен объяснила, что
Джонсон — персонаж, который нам всегда нравился. Мы всегда знали, что есть потенциал превратить Скай во что-то другое. Это заняло немного времени, но мы были счастливы, когда смогли приземлиться на Дейзи Джонсон и действительно заставить это работать в нашей мифологии. Но, как и во всём, что мы делаем в шоу, мы берём что-то из работ Marvel и делаем свой собственный поворот. Таким образом, мы как бы объединяем несколько концепций и сюжетных линий. Мы провели со Скай полтора сезона. Мы видели, как она развивалась как личность, мы полюбили её как личность, мы видели, как она развивалась как агент. И теперь, наконец, возвращая её к истории происхождения — я думаю, что в этом гораздо больше эмоционального веса, потому что вы уже знаете её просто как Скай, и теперь у неё будет эта способность, которую она может не понимать, которую она может не хотеть… Мы собираемся сосредоточиться на Скай и на том, как это влияет на окружающих её людей, и как могут измениться отношения. Потому что мы уже видели ход нашего сериала; мы говорили о том, как Щ.И.Т. относится к одарённым или рассматривает их, и они классифицируются, и тому подобное. Что это значит, когда один из ваших людей теперь считается человеком со способностями? Как вы её классифицируете?
Уидон уточнил, что «Мы собираемся провести её через все этапы, чтобы понять, что это на самом деле значит, и смириться с этим. Всё это действительно интересно для нас, и на телевидении, поскольку у нас есть время для изучения, мы можем исследовать её происхождение самыми разными путями». Кроме того, Уидон рассказал о том, как к персонажу будут обращаться в шоу после показа, сказав: «Она всё ещё Скай, потому что она думает, что она Скай. Я думаю, её отец думает, что она Дейзи, и мы посмотрим, дойдёт ли она когда-нибудь до того, что поверит, что это то, чем она хотела бы сама себя называть. Но прямо сейчас у неё есть своя собственная личность.»
В декабре 2014 года Джед Уидон объяснил преимущества введения общества сверхчеловеческих персонажей в Нелюдях, сказав: «Одна из вещей, которая с самого начала была очень важна для нас в прошлом сезоне, заключалась в том, что в Кинематографической вселенной было так мало людей, обладающих способностями. На самом деле, только два человека обладали способностями, Капитан Америка и Халк. Мы должны были быть очень ответственными — мы не хотели погружаться в это шоу и каждую неделю выпускать новое, и у нас было ощущение, что мы пренебрегли всем, на что они потратили столько денег и времени, создавая фильмы. В том же духе происхождение силы всегда является сложной вещью — Marvel заботится о том, чтобы она чувствовалась обоснованной, чувствовалась научной на каком-то уровне. Даже в „Торе“ он говорит: „В нашем мире магия и наука — это одно и то же.“ Так что это способ для нас как бы открыть наш мир. Это способ внедрить в КВМ идею о том, что люди могут родиться с силой. Их не нужно создавать в лаборатории, им не нужно устраивать какой-то странный несчастный случай с чаном с кислотой. Они могут родиться с этим. Это своего рода переломный момент не только в нашем шоу, но и во всей Кинематографической вселенной.»
После финала сезона Белл рассказал о том, что Колсон потерял руку, сказав, что «он заплатил определённую цену — это было важно для нас. Вы не можете связываться с силами природы, не будучи укушенным, и тот факт, что он буквально спас всех на корабле благодаря тому, что кристалл не разбился, был замечательным, героическим поступком и показал вам, что в глубине души Колсон — героический человек, чьи действия подтверждают его слова». Белл также рассказал о кульминации, связанной с поглощением Симмонс монолитом Крии: «Когда мы впервые начали говорить о Монолите, мы знали, что он должен представлять угрозу, и нам нужно было продемонстрировать часть этой угрозы и обещание большего сюжета… Легко убить персонажа ради шока или чего-то ещё, и в этом сезоне у нас было несколько смертей, но … мы предпочитаем оставить вас с чем-то, о чём можно поговорить, с чем можно уйти. Это то, что всплыло в комнате, мы говорили о том, что это значит… Идея заставить Фитца и Симмонс, которые были одним человеком, стать двумя цельными людьми, вернуться вместе, согласиться пойти на свидание, а затем сделать так, чтобы это произошло, казалась очень поэтичной».

### Кастинг

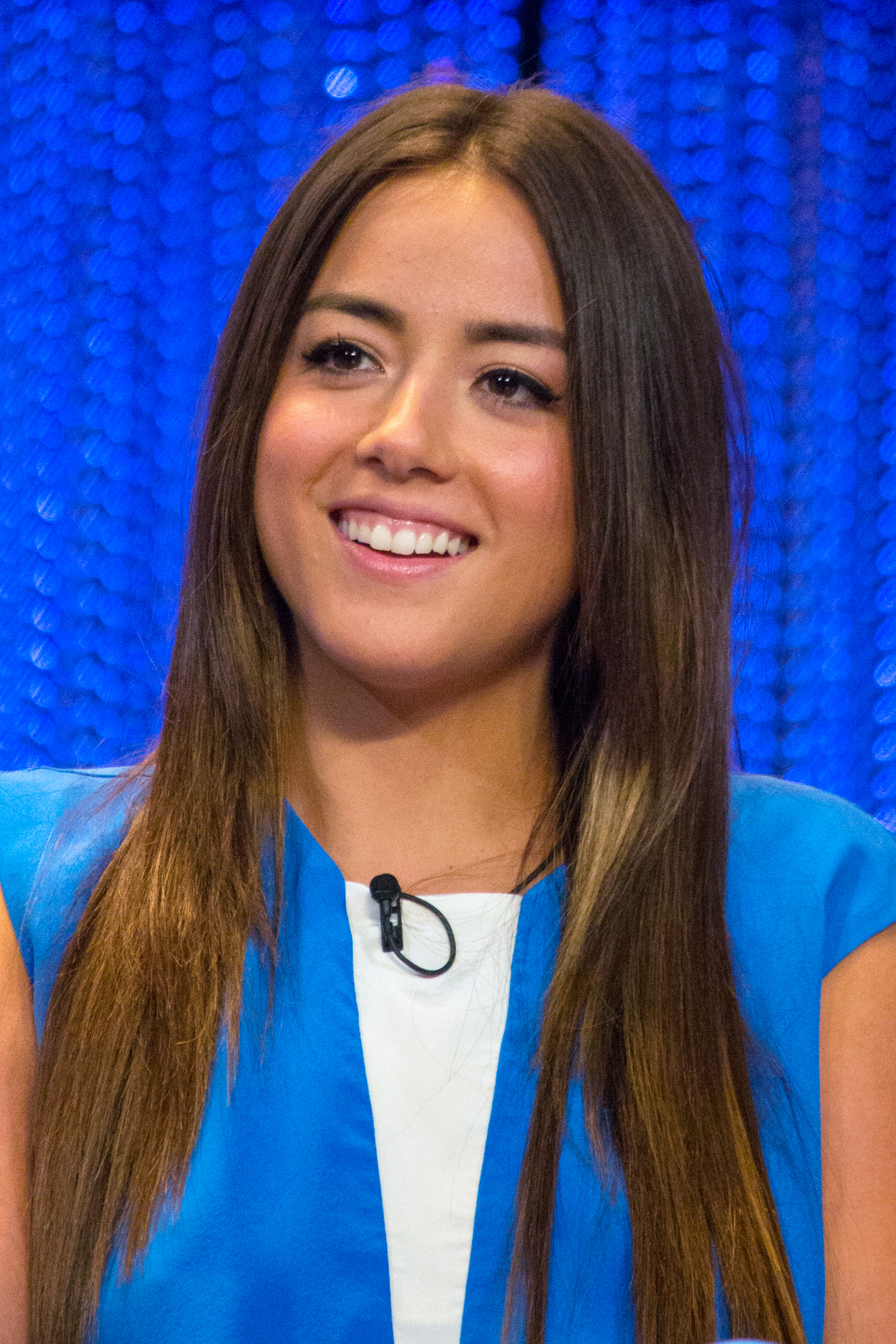
Хлоя Беннет исполняет роль Скай, которая оказалась версией Дейзи Джонсон в сезоне

Все основные члены актёрского состава из первого сезона (Грегг в роли Фила Колсона, Минг-На Вен в роли Мелинды Мэй, Бретт Далтон в роли Гранта Уорда, Хлоя Беннет в роли Скай, Иэн Де Кэскер в роли Лео Фитца и Элизабет Хенстридж в роли Джеммы Симмонс) вернулись во втором сезоне, и к ним присоединился Ник Блад в роли Лэнса Хантера. В декабре 2014 года выяснилось, что главная героиня Скай является версией Дейзи Джонсон. С эпизодом «Последствия» Эдрианн Палики, которая исполняет роль Бобби Морс, была повышена до основного актёрского состава. Также из предыдущего сезона возвращаются Кристин Адамс в роли Анны Уивер, Джейми Александр в роли Сиф, Б. Дж. Бритт в роли Антуана Триплетта, Имельда Коркоран в роли Гудман, Дилан Миннетт в роли Донни Гилла, Рут Негга в роли Рейны, Пэттон Освальт в ролях Сэма и Билли Кёниг, Эдриан Пасдар в роли Гленна Тэлбота, Дж. Огаст Ричардс в роли Майка Питерсона / Детлока и Коби Смолдерс в роли Марии Хилл.
В июле 2014 года на San Diego Comic-Con было объявлено, что Рид Даймонд будет исполнять роль Дэниела Уайтхолла. В августе Кайл Маклахлен получил второстепенную роль отца Скай. Изначально его называли «Доктором», но в декабре 2014 года выяснилось, что его персонажа зовут Кэлвин Забо. В эпизоде «Дружба и влияние на людей» был представлен персонаж Кара Паламас / Агент 33, и его роль исполнила Майя Стоян. Её роль также исполняли другие актёры, включая Минг-На Вен и Хлою Беннет, когда она принимает облик их персонажей. 1 октября 2014 года Тим Дикей получил роль сенатора Кристиана Уорда, старшего брата основного персонажа, Гранта Уорда, который раньше появлялся в подростковом возрасте во флешбэках в эпизоде «Колодец». В январе 2015 года Эдвард Джеймс Олмос получил роль Роберта Гонсалеса, лидера группы «Настоящий „Щ.И.Т.“». Марк Аллан Стюарт несколько раз появляется в качестве другого лидера «Настоящего „Щ.И.Т.а“», агента Оливера. Среди других повторяющихся гостей присутствуют Джейми Харрис в роли Гордона, Саймон Кассианидис в роли Сунила Бакши, Дичен Лакмэн в роли Дзяйин, Люк Митчелл в роли Линкольна Кэмпбелла и Генри Симмонс в роли Альфонсо «Мака» Маккензи.
Кроме того, Хейли Этвелл, Кеннет Чои, Генри Гудман и Нил Макдонаф в течение сезона вновь исполняют свои соответствующие роли Пегги Картер, Джима Мориты, доктора Листа и Тимоти «Дум-Дум» Дугана из фильмов КВМ и Marvel One-Shots.

### Дизайн
В течение сезона продюсеры работали с Гленном Хетриком из Optic Nerve Studios, чтобы помочь создать нелюдской образ Рейны и представить Нелюдей в КВМ. Чтобы добраться до финального образа, сценаристы потратили много времени на обсуждение того, что повлечёт за собой её трансформированный образ, например, будет ли у неё нос или хвост, а сценарист сериала Дрю Гринберг в конце концов предложил шипы. Имея в руках идею дизайна, Хетрик и его команда начали составлять потенциальные эскизы для персонажа, обратившись к фильму Клайва Баркера «Ночной народ», в частности к персонажу Шуне Сасси, потому что «Она — существо, покрытое иглами дикобраза, и этот образ настолько силён — он создаёт такой поразительный силуэт». Поскольку у Хетрика и его команды не было исходного материала из комиксов, он хотел, «чтобы она чувствовалась первым настоящим Нелюдем» и придать её лицу уровень симметрии. При создании сложного грима, который был сделан за две недели, продюсеры хотели, чтобы всё ещё можно было видеть глаза Негги, и Белл сказал: «У Рут Негги удивительно выразительные глаза и брови. И она так много понимает о том, кто такая Рейна, по глазам. Мы хотели, чтобы она всё ещё могла общаться, мы всё ещё хотели, чтобы вы чувствовали её выражение лица через весь [грим]».
Для фракции «настоящий „Щ.И.Т.“», представленной в этом сезоне, продюсеры и Marvel решили создать новый логотип «Щ.И.Т.», чтобы отличаться от обычного логотипа, используемого в сериале. Этот новый логотип использует форму оригинального щита Капитана Америки, в отличие от обновлённой круглой формы, и имеет на нём 3 звезды.

### Съёмки
Съёмки сезона начались в конце июля 2014 года в Калвер-Сити, Калифорния. Дополнительные съёмки проходили по всему миру, в том числе районе Старый Сан-Хуан, Пуэрто-Рико, для эпизодов ...Ye Who Enter Here и What They Become.

### Музыка
Чтобы отразить более мрачный тон второго сезона, стандартный оркестр был изменён по сравнению с первым сезоном: низкие духовые и струнные были расширены, а секция деревянных духовых уменьшена, «придав [оркестру] дополнительный удар и угрозу». Использование композитором Беаром Маккрири электрогитары также было сокращено во втором сезоне, в то время как его общее программирование синтезатора было изменено с «тёплых, округлых тонов» на «искажённое под сильным искажением» звучание.
Маккрири представил новую тему «Гидры» для сезона, объяснив, что «Прошлый сезон был довольно сложным в музыкальном плане. У меня была тема, которая ассоциировалась с Сороконожкой, Ясновидящим, Джоном Гарреттом и Рейной. Эта тема в конечном счёте функционировала как тема „Гидры“. У меня была тема для Виктории Хэнд, которая, хотя аудитория на короткое время заподозрила её, также функционировала как тема „Гидры“. У меня была [другая] тема для Гарретта, которая также действовала как тема для „Гидры“. Всё стало так сложно… Ответ был очевиден: мне нужно было написать новую тему „Гидры“, которая могла бы быть связана с доктором Уайтхоллом». Для появления Хейли Этвелл в роли Пегги Картер Маккрири решил процитировать тему Агента Картер, написанную Кристофером Леннерцем для короткометражного фильма «Агент Картер». Об использовании темы Леннерца Маккрири сказал: «Я был рад возможности включить его музыку в мою партитуру „Щ.И.Т.“, потому что это ещё больше скрепляет [Кинематографическую] вселенную Marvel в единое целое… Крис был в восторге и прислал мне свои композиции для ознакомления.» Саундтрек под названием «Marvel's Agents of S.H.I.E.L.D. (Original Soundtrack Album)» с музыкой из первого и второго сезонов был выпущен Marvel Music в цифровом формате 4 сентября 2015 года и на компакт-диске в октябре 2015 года.

### Связь с КВМ
Исполнительный продюсер Морисса Танчароен заявила, что съёмочная группа не исключает создания эпизодов-кроссоверов с «Агентом Картер» или «Стражами Галактики» в течение сезона, а исполнительный продюсер Джед Уидон добавил, что любые такие эпизоды не будут равняться масштабу, наблюдаемому в кроссовере «Первый мститель: Другая война» из первого сезона, сказав: «Что касается изменений в игре, [эти эпизоды] трудно превзойти.» Позже Белл сказал, что «Мстители: Эра Альтрона» «приближаются, и мы знаем, что с этим происходит, и с нетерпением ждем возможности увидеть это, но это довольно круто — находить способы связать вещи». В декабре 2014 года ABC подтвердила, что сериал будет связан с «Мстителями: Эра Альтрона», и Уидон сказал: «Вы должны ожидать чего-то. „Мстители“ — это большая палатка, под которой играют все франшизы. Очевидно, что мы в этом участвуем.» В эпизодах «Заклятый друг моего врага» и «Грязные полдюжины» представлены «пасхальные яйца, сюжетные нити и другие связующие элементы, ведущие к первой сцене „Мстителей: Эра Альтрона“», в то время как «Шрамы» исследуют последствия фильм.
Говоря о том, как сезон будет взаимодействовать с «Агентом Картер», Белл сказал: «Вот что я считаю интересным. „Агент Картер“, похоже, о СНР до „Щ.И.Т.“, но о начале чего-то и основных ценностях этого. „Щ.И.Т.“ был взорван в прошлом году, и то, чего всегда хотел Колсон, — это вернуться к основам, и это даёт нам возможность чтобы вернуться к некоторым из этих основных ценностей и даже физически, кое-что из этого материала СНР может найти своё место в нашем шоу, и это может быть круто. В любом случае, мы можем связать всё воедино, мы попытаемся это сделать, но это трудно, когда истории разделены 60 годами.» Несколько сцен в «Тенях» и «То, что мы хороним» — это флэшбэки с участием Пегги Картер, которые служат введением в мир «Агента Картер», создавая персонажей и идеи для этого сериала, включая веру Картер в необходимость «постоянного подразделения в мирное время», что приведёт к созданию „Щ.И.Т.“. В эпизоде «Дружба и влияние на людей» способность «Гидры» промывать людям мозги называется Методом Фауста, названным в честь персонажа, который появляется в сериале «Агент Картер», Иоганна Фенхоффа, роль которого играет Ральф Браун.
Сезон подтверждает, что синий инопланетянин, которого видели в первом сезоне, и повторяющийся сюжетный момент в этом сезоне, был членом расы Крии, которые играют значительную роль в «Стражах Галактики». Уидон объяснил, что «Очевидно, мы показали это тело год назад примерно в это же время. Когда мы разбирали это и выясняли, какой будет эта арка, нам нужно было с самого начала подготовить множество деталей… нам пришлось поговорить с ними о том, каковы были их планы и куда они направлялись». Когда его спросили, считается ли это привязкой к «Стражи Галактики», Уидон сказал: «Это очень далёкая другая галактика, поэтому немного сложнее привести одну из них на нашу съёмочную площадку, поэтому прямая привязка немного сложнее, но это всё одна вселенная, так что всегда есть возможность для большего. … В „Стражах“ мы увидели части нашей вселенной, которые ещё не исследовали, так что это показывает, что мы тоже являемся частью этого.» Эта сюжетная линия также знакомит нелюдей с КВМ в преддверии их собственного фильма, который был запланирован.
В конце сезона Белл заявил о том, как сезон был связан с фильмами: «Мы должны быть нашим собственным шоу и рассказывать наши собственные истории в Кинематографической вселенной Marvel, и делать хорошую передачу или привязку, но ни то, ни другое не обязано быть последователями, и я думаю, что это отличная модель для нас.»

## Маркетинг

Движущийся постер, выпущенный в декабре 2014 года, показывает смещение акцента с «Гидры» в первой половине сезона на Нелюдей во второй.

На San Diego Comic-Con 2014, в преддверии премьеры сезона, Marvel Custom Solutions и Lexus выпустили ограниченную серию комиксов под названием «Агенты „Щ.И.Т.“: Погоня», действие которого происходит между эпизодами 1 сезона «Дурное влияние» и «П.У.Т.И.», написанный Джорджем Китсоном и с иллюстрациями Мирко Колака, Нила Эдвардса и Мирко Пьерфедеричи. 10 октября 2014 года «Лицом к лицу с врагом» был показан на New York Comic Con.

### «Искусство Эволюции»
Для последних двенадцати эпизодов сезона Marvel снова запустила инициативу «Искусство…», в рамках которой каждый четверг перед новым эпизодом выпускалось другое изображение, изображающее первый взгляд на ключевое событие из предстоящего эпизода, с названием сезона «Искусство эволюции». Для создания постеров-тизеров снова были выбраны разные художники, основываясь на их предыдущих работах и на том, как они связаны с темами и эмоциями предполагаемого эпизода. О том, как выбирается то, что показано на каждом постере, Белл сказал: «Может быть, мы покажем [художнику] сценарий или позволим им посмотреть эпизод и дать им эмоционально отреагировать на него и посмотреть, что им интересно. А затем мы беседуем с ними о том, как бы мы хотели это изобразить, а затем пытаемся использовать их сильные стороны. Некоторые из них более графичны, некоторые больше основаны на символах, некоторые более сложные, а некоторые более чистые. И это одна из вещей, которых [продюсеры] действительно с нетерпением ждут каждую неделю, получая первоначальные эскизы от художников и видя их интерпретацию.» Рисунки снова появились в качестве вариантов обложек для избранных выпусков, опубликованных Marvel Comics в июне 2015 года.
На постере «Последствий», созданном Габриэле Делл’Отто, соавтором Дейзи Джонсон, Скай изображена дважды: когда она трансформируется из тумана Терригена и как человек, имеющий дело со своими способностями, а также трансформированные Рейна, Колсон и логотип «Щ.И.Т.» на заднем плане. Для «Кто ты на самом деле» продюсеры привлекли Маркоса Мартина для создания постера, в котором подчеркивалось возвращение Сиф (Джейми Александр) в шоу, а также «взгляд изнутри» на «Щ.И.Т.» когда логотип рушится, а Скай находится в центре, что заставляет зрителя двусмысленно задаться вопросом, рушился ли логотип из-за меча Сиф или силы Скай. Третий постер, для «Одного из нас», был создан Декланом Шалви и Джорди Беллер. Он имеет приглушённые цвета и показывает «Колсона, окружённого злодеями [из индекса „Щ.И.Т.“], и нависающего над ним гигантского Кэла, и [птицу и] „Щ.И.Т.“ позади него». Энни Ву была приглашена для постера «Любви в время Гидры», на котором изображён Грант Уорд, держащий женщину, хотя изображает её в виде двух; одна нарисована красным, другая синим – «половина этого достаётся агенту 33, у которой два лица... И это также связано с тем фактом, что она подражала другим людям, как это было с агентом Мэй».
«Одна дверь закрывается», эпизод, посвящённый истории Бобби Морс, получил постер с её изображением с логотипом «настоящего „Щ.И.Т.“», который «охватывает основы» четырёхцветной печати, используя пурпурный, голубой, чёрный и жёлтый цвета, но при этом имеет слои и усложнения, очень похожий на персонажа Морс. Плакат был разработан Delicious Design League. Постер «Загробья» Дэйва Джонсона подчёркивает раскол внутри «Щ.И.Т.а» и альянсы с каждой стороны. С Колсоном в центре, агенты Гонсалес, Морс, Маккензи и Уивер происходят из «настоящего „Щ.И.Т.“», в то время как Хантер, Фитц и Симмонс происходят из другого. Постер «Мелинды» Дженни Фрисон отразил фокус эпизода, выделив на видном месте изображение Мэй, подчеркнув её предысторию и то, почему её называют «Кавалерией». Marvel объединилась с Натаном Фоксом над постером эпизода «Заклятый друг моего врага», на котором изображены Уорд, Кара и Бакши в «красноте „Гидры“»; Колсон, Хантер и Фитц в «синеве „Щ.И.Т.а“»; и нейтральный Детлок. Все они показаны вместе, как раз в тот момент, когда сезон «начинает соединять [все свои сюжетные линии] в новых комбинациях по-новому, [чтобы] продвинуть нас к последним четырём эпизодам».
Как следует из названия эпизода, на постере «Грязной полудюжины», выполненном Джейком Уайаттом, изображены первоначальные новобранцы команды «Щ.И.Т.» Колсона из первого сезона (Мэй, Уорд, Фитц, Симмонс и Скай) наряду с Колсоном, снова вместе, готовящиеся к совместной миссии; это также первый постер из серии «Искусство…», на котором указано название эпизода. Маргарит Соваж предоставила постер для эпизода «Шрамы», на котором заметно изображена Дзяйин и её шрамы так, как сериал не может сделать со спецэффектами, а также изображена Скай рядом с животом первой, чтобы закрепить материнскую связь между ними. Для первой части финала сезона, «Спасите наши души», постер Райана Сука намекает на превращение Кэла в персонажа Мистер Хайд из комиксов, в дань уважения традиционным обложкам комиксов. Для второй части художник Джошуа Будич собрал всех главных игроков сезона, разделённых на Колсона и его команду, а также тех, кто служил им антагонистами на протяжении всего сезона (хотя и не обязательно злодеями), со Скай и несколькими кристаллами Терригена посредине, указывая на запутанные лояльности Скай и важность кристаллов в финале.

## Релиз

### Трансляция
В июне 2014 года Кларк Грегг заявил, что сезон будет показан сначала блоком из 10 эпизодов, затем прервётся для показа «Агента Картер», после чего в эфир выйдут оставшиеся 12 эпизодов. Объясняя это решение, Джеффри Белл сказал следующее:
Одной из наших задач в прошлом году было подготовить 22 эпизода, которые выходили в эфир в течение, сколько, 40 недель? 36 недель? Что-то вроде того. И эпоха повторных показов умерла. Повторные показы — это смерть, и поэтому вы пытаетесь придерживаться привычки шоу, а [зрители] настраиваются на что-то другое или повторный показ, и они разозлятся. Они уйдут. Что это позволяет нам сделать, так это свести к минимуму повторы. Мы показываем десять серий, и должен быть перерыв или два, потому что физически невозможно продюсировать десять серий и пройти постпродакшн вовремя, мы не можем этого сделать, так что в какой-то момент будет специальный выпуск Marvel. Но почти каждую неделю вы появляетесь, и мы там, и тогда вместо того, чтобы повторяться, появляясь в середине пробега и теряя импульс, приходит «Агент Картер» и предлагает свои собственные крутые вещи, и они работают восемь недель подряд, а потом мы можем вернуться и запустить двенадцать эпизодов подряд без перерывов. Мы по-прежнему продюсируем наше шоу каждую неделю, но это просто даёт нам время, едва-едва, закончить 22 эпизода по графику. Это устраняет необходимость в повторениях в последней половине.
Сезон начал выходить в эфир 23 сентября 2014 года на каналах ABC в США и CTV в Канаде, а закончился 12 мая 2015 года. В Австралии сезон дебютировал 29 сентября 2014 года на канале Seven Network, в Великобритании — 24 октября на Channel 4.

### Домашние носители
Стриминг сезона на Netflix в США начался 11 июня 2015 года, и он длился до 28 февраля 2022 года. Релиз за Blu-ray и DVD состоялся 18 сентября 2015 года эксклюзивно на Amazon.com. Он стал доступен на Disney+ в США 16 марта 2022, присоединившись к другим территориям, где он уже был доступен на сервисе.

## Реакция

### Рейтинги
| №     | Название                           | Дата показа      | Рейтинг (18—49) | Зрителей (миллионов) | DVR (18—49) | Зрителей DVR (миллионов) | Всего (18—49) | Всего зрителей (миллионов) |
| ----- | ---------------------------------- | ---------------- | --------------- | -------------------- | ----------- | ------------------------ | ------------- | -------------------------- |
| 1     | «Тени»                             | 23 сентября 2014 | 2,1/6           | 5,98                 | 1,6         | 4,00                     | 3,6           | 9,66                       |
| 2     | «Тяжела голова, на которой корона» | 30 сентября 2014 | 1,8/5           | 5,05                 | 1,3         | 3,33                     | 3,0           | 7,90                       |
| 3     | «Дружба и влияние на людей»        | 7 октября 2014   | 1,6/5           | 4,47                 | 1,2         | 2,78                     | 2,8           | 7,25                       |
| 4     | «Лицом к лицу с врагом»            | 14 октября 2014  | 1,7/5           | 4,70                 | 1,3         | 3,09                     | 3,0           | 7,80                       |
| 5     | «Курица в волчьем доме»            | 21 октября 2014  | 1,6/4           | 4,36                 | 1,3         | 3,27                     | 2,9           | 7,63                       |
| 6     | «Дом с трещиной»                   | 28 октября 2014  | 1,7/5           | 4,44                 | 1,3         | 3,00                     | 3,0           | 7,44                       |
| 7     | «Надписи на стене»                 | 11 ноября 2014   | 1,5/4           | 4,27                 | 1,4         | 3,33                     | 2,9           | 7,60                       |
| 8     | «То, что мы хороним»               | 18 ноября 2014   | 1,6/5           | 4,58                 | 1,3         | 3,13                     | 2,9           | 7,70                       |
| 9     | «...Всяк сюда входящий»            | 2 декабря 2014   | 1,8/5           | 5,36                 | 1,3         | 3,28                     | 3,1           | 8,63                       |
| 10    | «То, чем они стали»                | 9 декабря 2014   | 1,7/5           | 5,29                 | 1,3         | 3,02                     | 3,0           | 8,31                       |
| 11    | «Последствия»                      | 3 марта 2015     | 1,6/5           | 4,48                 | 1,3         | 3,03                     | 2,9           | 7,51                       |
| 12    | «Кто ты на самом деле»             | 10 марта 2015    | 1,5/4           | 3,80                 | 1,1         | 2,82                     | 2,6           | 6,62                       |
| 13    | «Один из нас»                      | 17 марта 2015    | 1,6/5           | 4,34                 | 1,2         | 3,06                     | 2,8           | 7,39                       |
| 14    | «Любовь во время Гидры»            | 24 марта 2015    | 1,5/5           | 4,29                 | 1,3         | 2,99                     | 2,8           | 7,28                       |
| 15    | «Одна дверь закрывается»           | 31 марта 2015    | 1,4/4           | 4,26                 | 1,1         | 2,65                     | 2,5           | 6,91                       |
| 16    | «Загробье»                         | 7 апреля 2015    | 1,5/5           | 4,24                 | 1,1         | 2,68                     | 2,6           | 6,92                       |
| 17    | «Мелинда»                          | 14 апреля 2015   | 1,6/5           | 4,04                 | 1,1         | 2,72                     | 2,7           | 6,76                       |
| 18    | «Заклятый друг моего врага»        | 21 апреля 2015   | 1,6/5           | 4,45                 | 1,1         | 2,57                     | 2,7           | 7,02                       |
| 19    | «Грязные полдюжины»                | 28 апреля 2015   | 1,5/5           | 4,57                 | 1,1         | 2,67                     | 2,6           | 7,24                       |
| 20    | «Шрамы»                            | 5 мая 2015       | 1,5/5           | 4,45                 | 1,1         | 2,65                     | 2,6           | 7,10                       |
| 21/22 | «Спасите наши души»                | 12 мая 2015      | 1,3/4           | 3,88                 | 1,2         | N/A                      | 2,5           | N/A                        |

Сезон в среднем посмотрело 7,09 миллионов зрителей, включая от просмотров на DVR, что ставит его на 76-е место в телевизионном сезоне 2014—15 годов. Он также имел средний рейтинг 2,7 среди взрослых в возрасте от 18 до 49 лет, что ставит его на 32-е место.

### Реакция критиков
На сайте Rotten Tomatoes сезон имеет рейтинг 91%, со средней оценкой 7,66/10, на основе 33 отзывов. Консенсус сайта гласит: «„Агенты «Щ.И.Т.»“ расслабляется во время своего второго сезона, смягчая проблемы роста сериала, сосредотачиваясь на персонажах и одновременно усиливая остроту повествования.»
Марк Бастон из журнала Den of Geek поставил премьерному эпизоду 4,5 звезды из 5, посчитав, что сериал наконец-то раскрыл свой потенциал, включив в него такие элементы Marvel, как Крил и Уайтхолл, а также создав более мрачный тон и развив оригинальных персонажей. Он особо выделил изменения, внесённые в персонажа Фитца, сказав: «Это логово трагедии значительно углубляет персонажа Фитца и придаёт комическому облегчению прошлого сезона душераздирающую остроту.» Джеймс Хант, также из Den of Geek, также дал положительный отзыв, заявив: «Импульс финала прошлого сезона не был потерян, и более того, он даже был добавлен. В прошлом году я критиковал пилотный эпизод, прежде всего, за то, что он не смог воссоздать ощущение Кинематографической вселенной Marvel. В этом году будет справедливо, если я похвалю открывателя сезона за то, что он сделал именно это.» Кевин Фицпатрик из Screen Crush назвал премьеру «неожиданно хорошей», отметив, что сериал «остаётся настолько сериализованным шоу, насколько это возможно на протяжении 22 серий», представляя новые и интересные идеи для оставшейся части сезона, а также устанавливая высокие стандарты для последующих эпизодов.
Алан Сепинуолл из HitFix назвал эпизод многообещающим началом сезона, «довольно оживлённым часом, несмотря на [много экспозиции], чему способствовали хороший кастинг и разумный творческий выбор». Он положительно отозвался как об изменениях в существующих персонажах, так и о введении новых, и хотя он отметил, что вступительный эпизод «сам по себе является частью расширения бренда — раннее продвижение „Агента Картер“», он чувствовал, что «Связи с остальной частью [Кинематографической] вселенной Marvel всегда приветствуются, когда они служат истории, рассказанной в сериале». Эрик Голдман из IGN поставил эпизоду 8,3 балла из 10, похвалив визуальный стиль, который он назвал «менее глянцевым», чем предыдущие эпизоды, а также введение новых персонажей и развитие старых, особенно введение Карла Крила и «красиво сделанные визуальные эффекты, демонстрирующие его силу». Оливер Сава из The A.V. Club оценил эпизод на «B−», посчитав, что «С чётко определённым злодеем и миссией второй сезон этого шоу уже начался лучше, чем в первый год, но у сериала ещё много возможностей для роста. Сценарии могли бы использовать больше энергии, действие могло бы быть лучше поставлено, и оно могло бы использовать огромное количество стиля как для визуальных, так и для звуковых элементов. В „Агентах «Щ.И.Т.»“ так много потенциала… но создатели сериала ещё не полностью его изучили».
В конце сезона Голдман оценил его на 8,2 балла из 10, заявив, что сезон «показал, что шоу значительно улучшилось, поскольку оно продвигалось быстрее и глубже погружалось в Кинематографическую вселенную Marvel». По сравнению с первым сезоном, Голдман почувствовал, что «темп был значительно улучшен, сюжетные линии больше не появлялись снова целую вечность, а секреты больше не скрывались как от зрителей, так и от персонажей», при этом контент из первого сезона был раскрыт, в то же время вводя новые сюжетные линии и тайны для раскрытия в течение сезона. Он также высоко оценил улучшение характеризацию и назвал сезон «менее сдержанным» в соединении с его корнями из комиксов. В то время как он оценил новых персонажей, которые присоединились к сериалу, в частности изображение Кэла Маклахланом, он чувствовал, что Триплетт «ни разу не был полностью использован», что сделало его смерть в финале в середине сезона менее впечатляющей. Кроме того, Голдман раскритиковал привязку к «Эре Альтрона», назвав её «навязанной» и отвлекающей от сюжетной линии Нелюдей / «Щ.И.Т. 2.0». Ник Хоган из TV Overmind оценил сезон на 9 звёзд из 10, назвав его «по большей части очень приятным телевизионным сезоном». Хоган похвалил актёрский состав и персонажей, особенно то, как Маклахлан изобразил Кэлвина Забо, сказав, что «У него, пожалуй, самая сильная сюжетная арка из всех в этом сезоне, и за этим было так приятно наблюдать». Он всё же критиковал некоторые направления сюжета, чувствуя, что Нелюдям потребовалось некоторое время, чтобы соединиться с остальной частью сериала, и что то, как «Эра Альтрона» завершила сюжетную линию «Щ.И.Т.» против «Щ.И.Т.», было «стремительным и прерывистым».

### Анализ
Появление Нелюдей в этом сезоне и очевидная готовность установить новые нормы ещё до выхода фильмов были отмечены критиками:
Сава считает, что введение в сериал расы сделало «Агентов „Щ.И.Т.“» «неотъемлемой частью больших планов Marvel Studios на будущее», объяснив, что «сериал становится всё более и более связанным с большей КВМ со времён „Первого мстителя: Другая война“, но это всегда было в реактивной роли. В фильмах всякое случается, и „Агенты «Щ.И.Т.»“ разбираются с последствиями. Уже нет. Это шоу заставляет вещи происходить, и эти события явно повлияют на будущее КВМ, потому что мы знаем, что на 2019 год запланирован фильм „Нелюди“». Сава также упомянул, что представление Нелюдей «на личном уровне, а не на космическом уровне» через телесериал делает «всю идею немного легче воспринять» для широкой аудитории КВМ.
Меррилл Барр из «Forbes» считал, что, не только представляя Нелюдей перед фильмом, но и изображая распространение расы по всему миру, сериал закрепляет своё «право на существование» отдельно от фильмов. Говоря о финале сезона, Барр сказал: «„Щ.И.Т.“ делает превосходную работу, стоя на своих собственных ногах так, как мы никогда раньше не видели. Когда наступит последний кадр, всё, о чём кто–либо – фанат Marvel или кто-то другой — будет спрашивать, — это когда начнётся третий сезон. Примечание, которое оставляет зрителям шоу, — это то, что заставит их осознать, возможно, впервые, что путешествие „Агентов «Щ.И.Т.»“ является стоящим не только сейчас, но, возможно, всегда было таким.»

### Награды
| Год  | Награда                                             | Категория                                                                              | Номинант                                                | Результат | Ист.    |
| ---- | --------------------------------------------------- | -------------------------------------------------------------------------------------- | ------------------------------------------------------- | --------- | ------- |
| 2015 | People's Choice Awards                              | Любимый телевизионный сериал в жанре фэнтези                                           | «Агенты „Щ.И.Т.“»                                       | Номинация | [ 139 ] |
| 2015 | Премия Общества специалистов по визуальным эффектам | Лучшие визуальные эффекты в вещательной программе                                      | «Агенты „Щ.И.Т.“»                                       | Номинация | [ 140 ] |
| 2015 | Исполнительница недели (TVLine)                     | Выступление в «Мелинде»                                                                | Минг-На Вен                                             | Победа    | [ 141 ] |
| 2015 | Kids’ Choice Awards                                 | Любимое семейное телешоу                                                               | «Агенты „Щ.И.Т.“»                                       | Номинация | [ 142 ] |
| 2015 | Kids’ Choice Awards                                 | Любимая телеактриса                                                                    | Хлоя Беннет                                             | Номинация | [ 142 ] |
| 2015 | Сатурн                                              | Лучший супергеройский телесериал                                                       | «Агенты „Щ.И.Т.“»                                       | Номинация | [ 143 ] |
| 2015 | Премия PRISM                                        | Телевизионная драматическая сюжетная линия в несколько эпизодов – Психическое здоровье | Сюжетная линия Фитца от «Теней» до «То, что мы хороним» | Номинация | [ 144 ] |
| 2015 | Teen Choice Awards                                  | Choice TV: Фэнтезийный/научно-фантастический сериал                                    | «Агенты „Щ.И.Т.“»                                       | Номинация | [ 145 ] |
| 2015 | Творческая премия «Эмми»                            | Лучшие специальные и визуальные эффекты                                                | «Грязные полдюжины»                                     | Номинация | [ 146 ] |
| 2016 | Премия ирландского кино и телевидения               | Лучшая актриса второго плана в драматическом сериале                                   | Рут Негга                                               | Номинация | [ 147 ] |

## Комментарии
1. ↑  Хотя имя Забо в сериале не используется, персонаж упоминает о смене своей фамилии с Джонсона на «что-то более зловещее», и в Marvel его называют Кэлвином Забо.